# Humlekortvinge
Humlekortvinge (Emus hirtus) är en skalbaggsart som först beskrevs av Carl von Linné 1758.  Humlekortvinge ingår i släktet Emus, och familjen kortvingar. Enligt den svenska rödlistan är arten sårbar i Sverige. Arten förekommer i Götaland och Öland. Arten har tidigare förekommit på Gotland men är numera lokalt utdöd. Artens livsmiljö är jordbrukslandskap.

## Bildgalleri

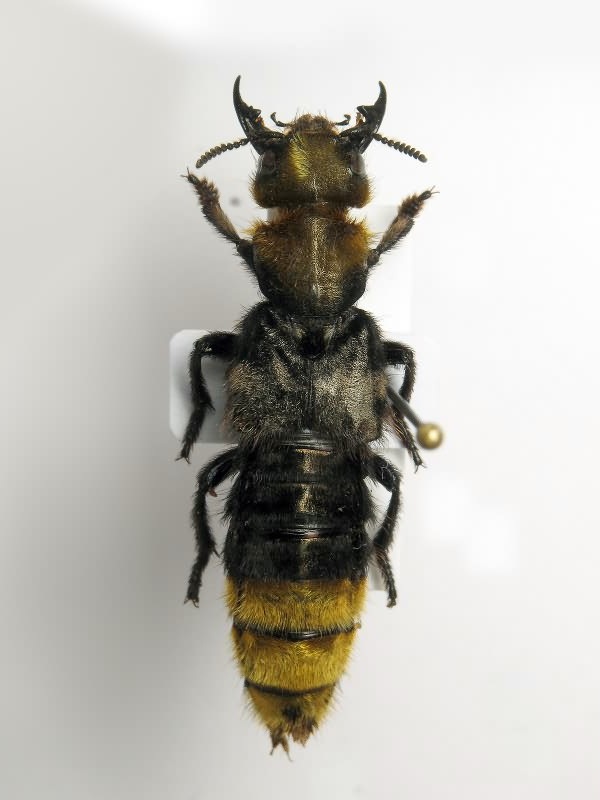
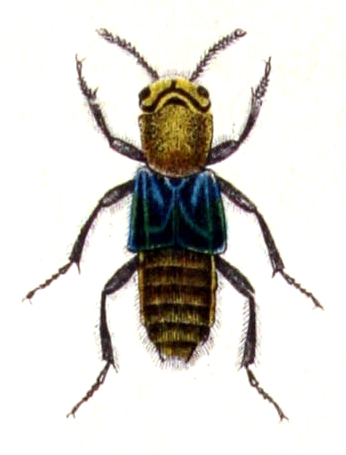
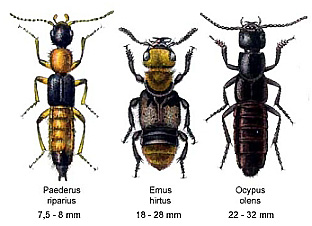